# Собор Покрова Пресвятой Богородицы (Ростов-на-Дону)
Собор Покрова Пресвятой Богородицы (Покровский собор) — старообрядческий православный храм в Ростове-на-Дону, кафедральный собор Донской и Кавказской епархии Русской православной старообрядческой церкви.
Построен в 1913 году по проекту архитектора Владимира Покровского. Имеет статус объекта культурного наследия регионального значения.

## История
Значительная часть старообрядческой общины приехала В Ростов в конце XVIII века.
Одним из первых культовых сооружений старообрядческой общины Ростова-на-Дону была часовня, находившаяся в районе Донской улицы. В 1813 году на месте часовни была построена деревянная Покровская церковь. Согласно предположению ростовского краеведа А. П. Зимина, эта церковь была перевезена переселенцами с Белого моря. По документам второй половины XIX века, старообрядческая Покровская церковь располагалась по адресу: Канкринская улица, 40 (ныне Ульяновская улица, 32).
Староверы в большинстве случаев были обеспеченными людьми. Строгие религиозные правила запрещали им употреблять никотин и алкоголь, предписывали много работать, дорожить семейными ценностями. Множество имен купцов из старообрядческой среды связаны с историей Ростова. Наиболее известны ― хлебопромышленник Елпидифор Парамонов, предприниматели Иван Панченко, Петр Максимов (его именем называются здания бывших хлебных складов, которые сохранились на улице Береговой). Но самым известным ростовским старовером стал «гвоздильный король» Николай Алексеевич Панин, на средства которого в 1913 году на противоположной стороне улицы был построен каменный храм Покрова Пресвятой Богородицы.

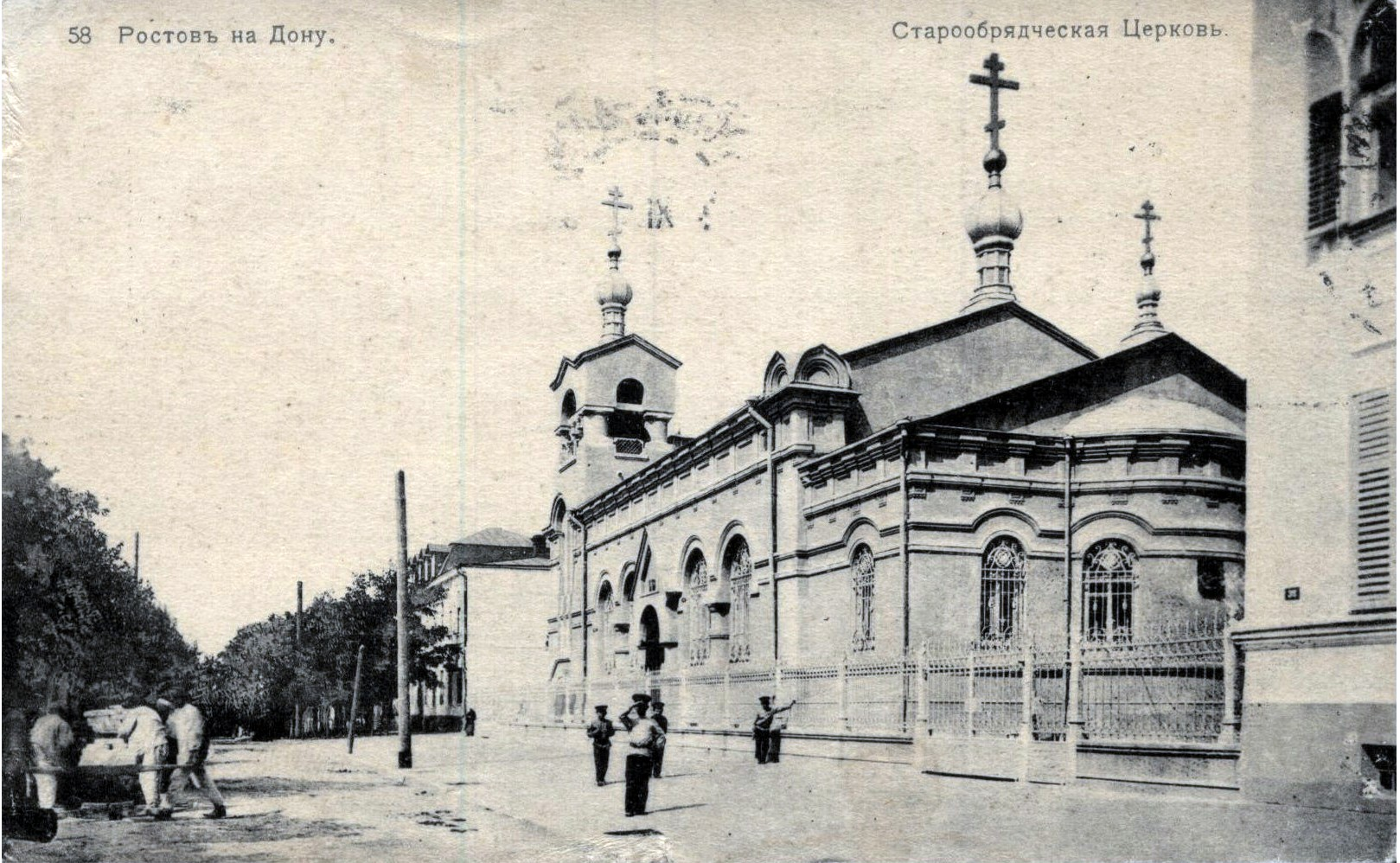
Храм в начале XX века

Памятная доска

Автором проекта храма стал известный архитектор Владимир Александрович Покровский. Напротив апсиды храма располагалась старообрядческая богадельня (по другим данным — дом причта) для проживания одиноких стариков из среды старообрядцев, построенная в 1910 году на средства Панина. Это был крупнейший дом призрения в Ростове-на-Дону. Его площадь составляла около 1200 м², в нём было более 50 палат.
В церкви был устроен престол во имя святого Илии Пророка, поэтому храм также называли Покрово-Ильинским.
Близкое расположение двух старообрядческих Покровских храмов объяснялось наличием нескольких направлений русского старообрядчества. Согласно воспоминаниям прихожан, каменная Покровская церковь первоначально принадлежала старообрядцам-беглопоповцам «Новозыбковского согласия». А старообрядцам «Белокриницкого согласия» принадлежала старая деревянная церковь. В 1923 году деревянная церковь была закрыта, и её прихожане перешли в каменный Покровский храм.
В середине 30-х годов по решению советских властей были закрыты обе старообрядческие церкви. В Покровском храме были размещены цеха радиозавода «Комсомолец». Часть икон верующие спрятали по своим домам, но иконостас сохранить не удалось. Настоятель храма отец Савва Синельников был арестован, сослан и умер в лагерях.
Во время оккупации Ростова в 1942 году немцы вернули верующим все сохранившиеся церкви. В августе была возвращена прихожанам и Покровская церковь. Но община не стала сотрудничать с новыми властями. В подвале храма староверы во главе со старостой спрятали тяжелораненых советских солдат, а также уцелевших от массовых расстрелов евреев. В сентябре 1942 года об этом стало известно оккупационным властям. В результате всех раненые красноармейцы и иудеи, которых нашли в подвале церкви, а также основные представители общины были повешены на Соборной площади, девятнадцать других староверов расстреляли на углу улиц Семашко и Ульяновской. Немцы сразу же закрыли церковь, и она пустовала до 1945 года.
В 1946 году храм был вновь открыт в составе «Белокриницкого согласия».

## Архитектура
Покровский собор построен в неорусском стиле с использованием форм древнерусского зодчества.
На входе в храм расположены опорные колонны из чугунного литья, с клеймами ростовского механического завода Феодора В. Ниттнера. Сохранилась также художественная ковка фасада входного козырька и оконных решеток.
Архитектору пришлось решать задачу размещения храма на небольшом участке, окружённом городской застройкой, и этим объясняется его необычная архитектура. К протяжённой трапезной примыкает полукруглая апсида, асимметрично расположенная одноярусная звонница и притвор. Звонницу, трапезную и апсиду венчают небольшие главки. Главки были демонтированы при закрытии храма в 1930-х годах, и вновь восстановлены в 1980-х годах по эскизам А. П. Зимина. Полуциркульные оконные проёмы трапезной оформлены декоративной штукатуркой.
Утварь и иконостас на этот храм были пожертвованы известными ростовскими семьями старообрядцев ― Парамоновыми и Соловьёвыми. Значительная часть старых икон сохранилась, но восьмиметровый иконостас мастерам-староверам пришлось расписать заново.
Храм рассчитан примерно на 500 молящихся. Пол храма покрыт метлахской плиткой. При строительстве храма использовался кирпич местного завода завода Петра Ивановича Ильина.

Собор в 2011 году
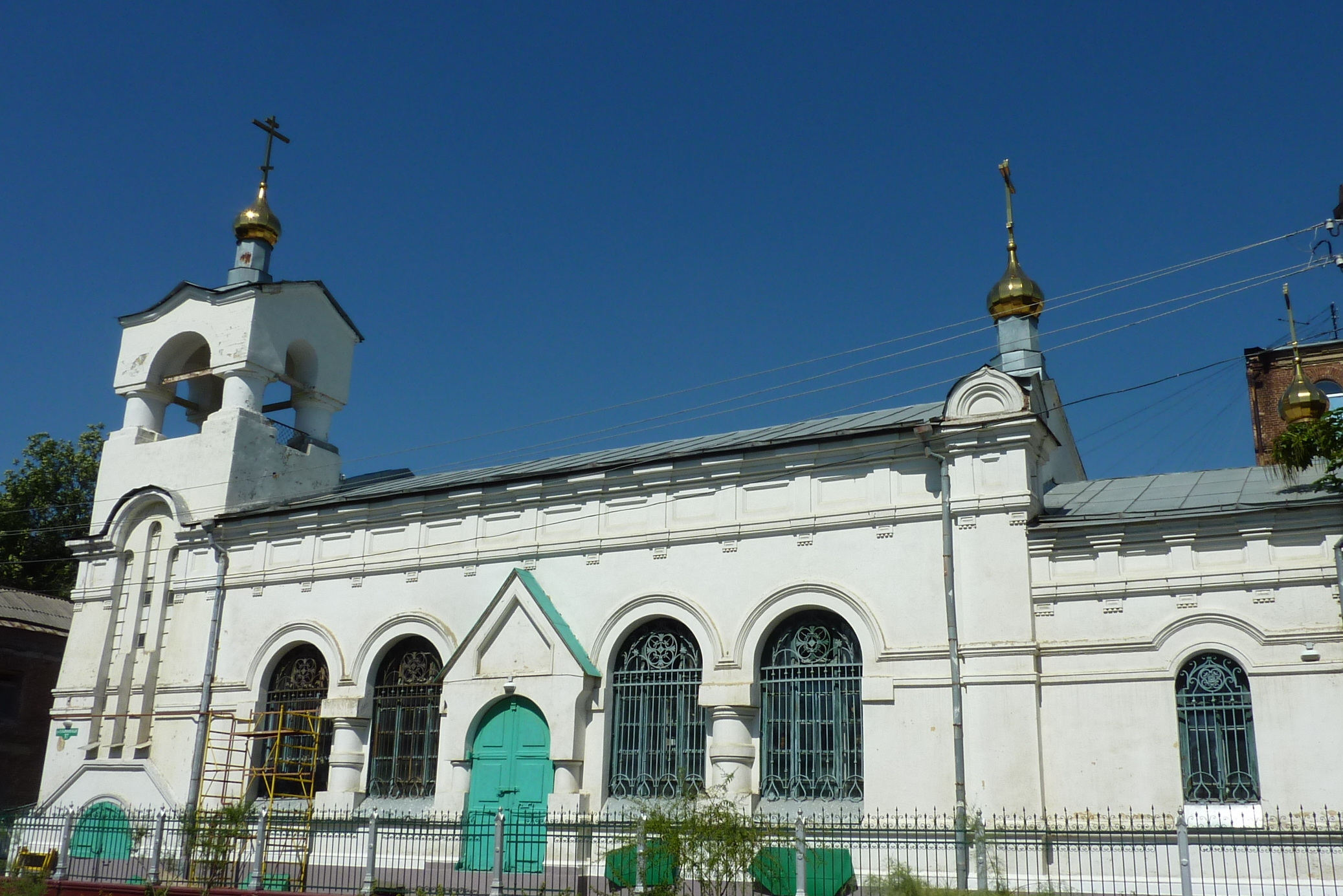
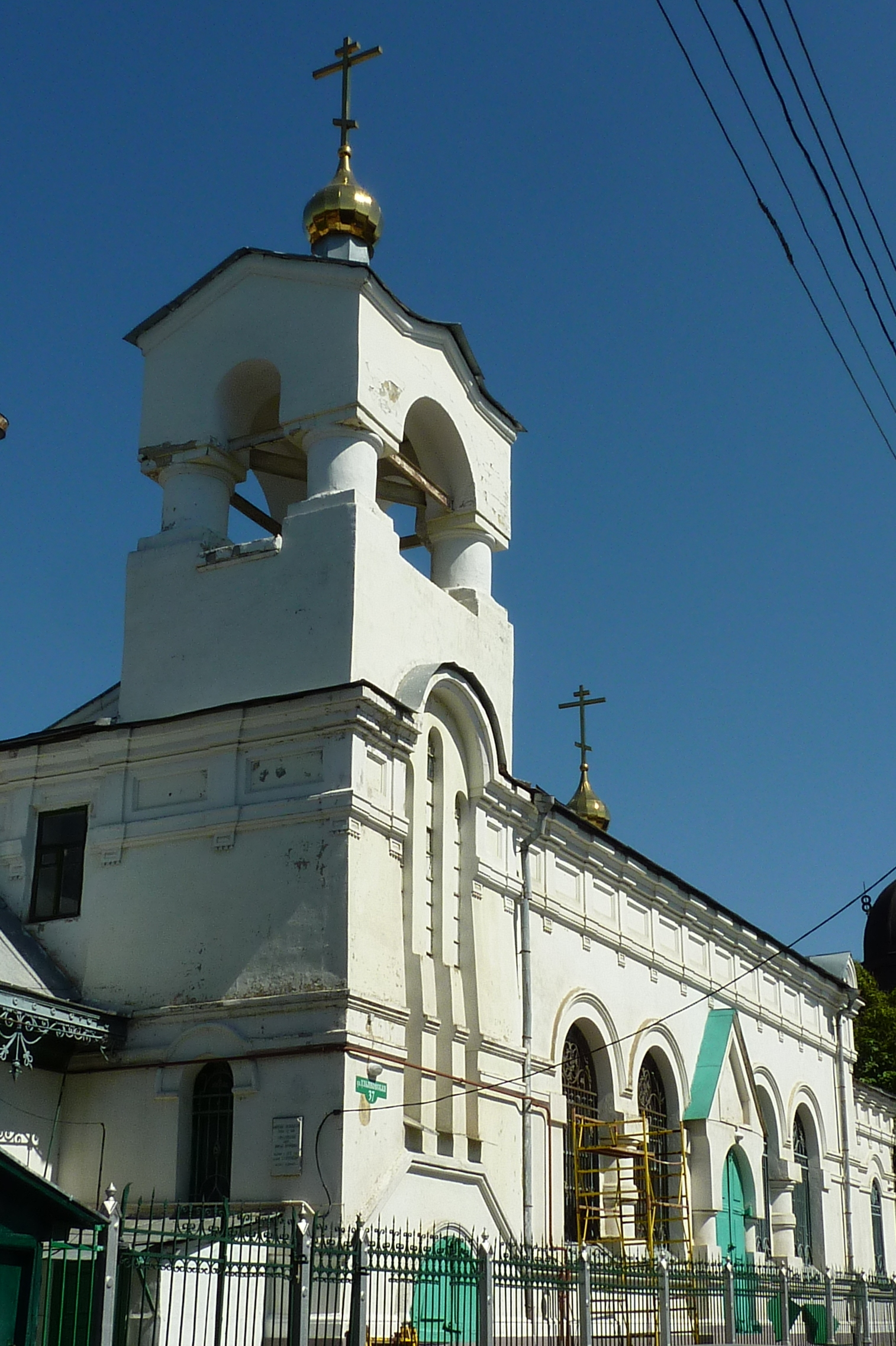
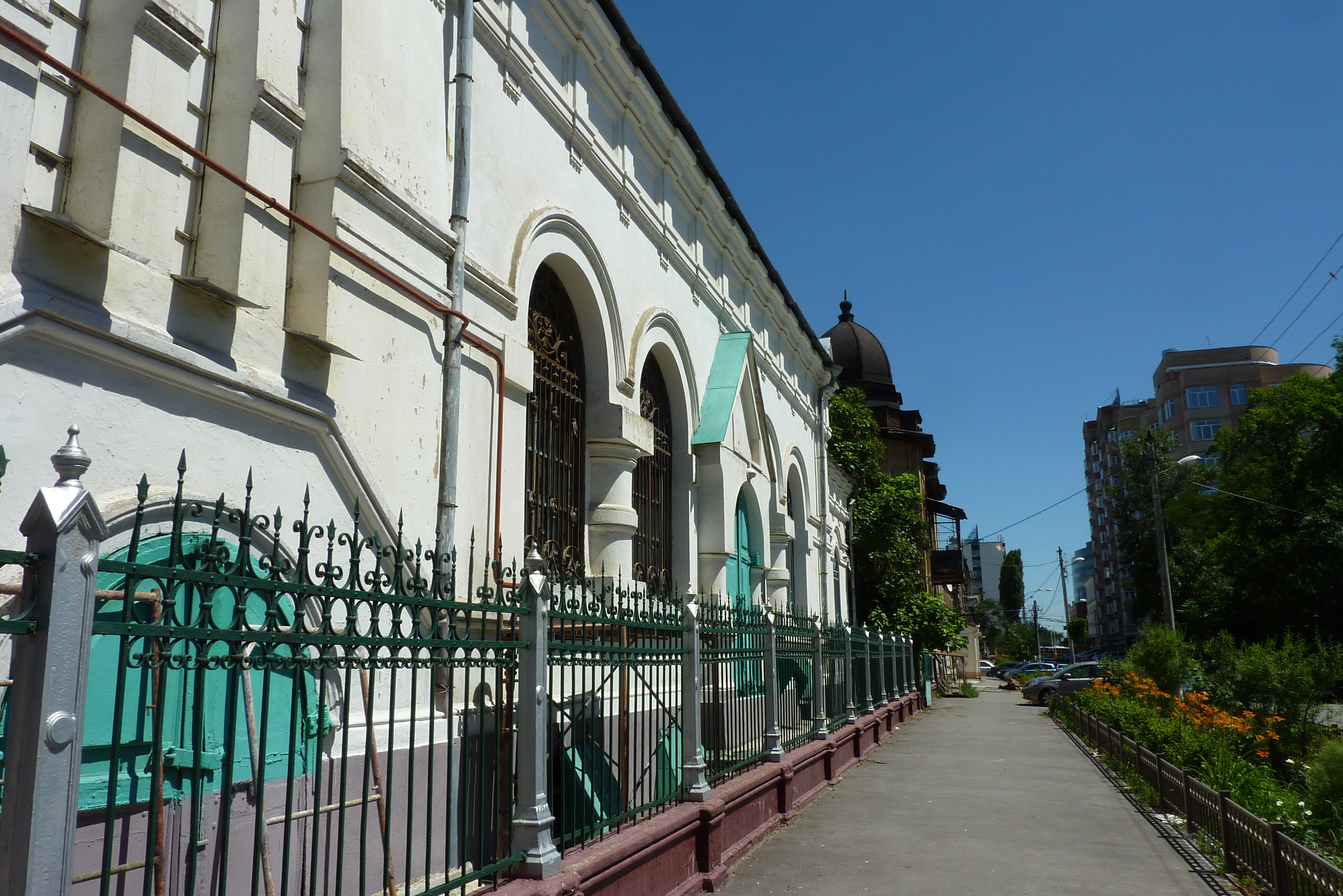